# هوکونتسی (بوتسوانا)
هوکونتسی (به انگلیسی: Hukuntsi) شهری در ناحیهٔ کگالاگدی کشور بوتسوانا است که در سال ۲۰۰۰ میلادی ۴٬۱۳۱ نفر جمعیت داشته که از این تعداد، ۲٬۰۵۲ نفر مرد و ۲٬۰۷۹ نفر زن بوده‌اند.